# Alain Giresse
Alain Giresse (født 2. august 1952 i Langoiran, Frankrig) er en tidligere fransk fodboldspiller, der som midtbanespiller på det franske landshold var med til at vinde guld ved EM i 1984 og nå semifinalerne ved både VM i 1982 og VM i 1986. På klubplan var han i hele 16 sæsoner tilknyttet Girondins Bordeaux, som han vandt to franske mesterskaber og én pokaltitel med. Han afsluttede karrieren med to sæsoner hos Olympique Marseille.
Efter sit karrierestop kastede Giresse sig over trænergerningen, og har blandt andet stået i spidsen for Toulouse FC, Paris Saint-Germain samt Georgiens landshold.